# Sistem de informații geografice

Sistemul de informații geografice — exemplu

Un sistem de informații geografice (în engleză geographic information system – GIS) este un sistem utilizat pentru a crea, stoca, a analiza și a prelucra informații distribuite spațial utilizând computerele. Tehnologia GIS poate fi utilizată în diverse domenii științifice cum ar fi: managementul resurselor, studii de impact asupra mediului, cartografie, planificarea rutelor.
Specific unui sistem de informații geografice este modul de organizare a informației gestionate. Există două tipuri de informație: una grafică, care indică repartiția spațială a elementelor studiate și alta sub formă de bază de date pentru a stoca atributele asociate acestor elemente (de exemplu pentru o șosea lungimea ei, lățimea, numărul benzilor, materialul de construcție etc.).
Informația grafică poate fi de două feluri: raster sau vectorială. Grafica raster este o modalitate de reprezentare a imaginilor în aplicații software sub formă de matrice de pixeli în timp ce grafica vectorială este o metodă de reprezentare a imaginilor cu ajutorul unor primitive geometrice (puncte, segmente, poligoane), caracterizate de ecuații matematice. Specific sistemelor de informații geografice este asocierea unui sistem de coordonate geografic matricii de pixeli (la imaginile raster) sau vectorilor — procedeul poartă numele de georeferențiere. Astfel unui obiect (reprezentat fie printr-o imagine, fie printr-un vector) îi este asociată o poziție unică în sistemul informatic corespunzătoare poziției geografice din lumea reală.
Datorită informațiilor asociate graficii, sistemele de informații geografice beneficiază de toate oportunitățile de interogare pe care le oferă sistemele moderne de baze de date și în plus pot oferi ușor analize orientate pe anumite zone geografice — așa numitele hărți tematice.
Un exemplu comun de sistem de informații geografice îl reprezentă sistemele de navigație. Harta rutieră în formă vectorială este georeferențiată astfel încât sistemul de poziționare globală (în engleză global positioning system – GPS) să poată indica poziția exactă a autovehiculului. Planificarea rutei este în fapt o hartă tematică obținută în urma unei interogări spațiale (căutarea distanței celei mai scurte între două puncte) combinată cu o interogare a bazei de date asociate drumurilor din hartă astfel încât să fie respectate o serie de condiții (limitări de viteză, gabarit, sensuri de circulație, interdicții etc.).
Datorită impactului pozitiv, sistemele de informații geografice s-au dezvoltat foarte mult. Există pe piață un număr foarte mare de produse, atât ale dezvoltatorilor consacrați (ESRI, Intergraph, Autodesk, MapInfo etc.) dar și de tip Open source (Grass GIS, Quantum GIS, GVSIG, OpenJump, etc.).